# Jirkov
Jirkov (tjekkisk udtale: [ˈjɪrkof]; tysk: Görkau) er en by i distriktet  Chomutov i regionen Ústí nad Labem i Tjekkiet. Den har omkring 19.000 indbyggere, og skaber et byområde med Chomutov.
Bydelene og landsbyerne Březenec, Červený Hrádek, Jindřišská og Vinařice er administrative dele af Jirkov.

## Geografi
Jirkov ligger i umiddelbar nærhed af byen Chomutov, som den danner et byområde med. Det ligger omkring 44 km  sydvest for Ústí nad Labem. Den ligger på grænsen mellem Mostlavningen  og Ertsbjergene. Det højeste punkt er på 590 meter over havets overflade. Floden Bílina løber gennem byen.

## Historie
Jirkov blev etableret som en kolonisationslandsby på den tjekkisk- saksiske grænse i anden halvdel af det 13. århundrede. Den første skriftlige omtale af Jirkov er fra 1321 under navnet Borek, navnet Jirkov (dengang skrevet Jurkov ) begyndte at blive brugt kort efter.
Indtil 1918 var byen en del af det østrigske monarki (Østrigs side efter kompromiset i 1867), i distriktet Komotau (Chomutov), en af de 94 Bezirkshauptmannschaften i Bøhmen.  Fra 1938 til 1945 var det en af kommunerne i Sudeterland. Efter Tysklands overgivelse blev næsten alle byens hidtidige indbyggere fordrevet, og nye tjekkiske bosættere fandt et nyt hjem i den affolkede by.

## Seværdigheder

### Červený Hrádek Slot
Červený Hrádek Slot (tidligere Borek Slot) blev grundlagt af Kraa-familien før 1415. Slottet blev plyndret af hussitterne i 1421, og efter renovering senere i det 15. århundrede blev facaden malet rød - deraf navnet Červený Hrádek (eller Røde Slot). I 1687 og 1688 udhuggede barokbilledhuggeren Jan Brokoff statuer, springvand og andre værker på slottet. Hans søn Ferdinand Maxmilian Brokoff, der også var billedhugger, blev født der.
Den sidste aristokratiske familie, der ejede slottet, var Hohenlohe-Langenburgs . Max Egon Hohenlohe, den sidste ejer, forsøgte at forhindre Nazitysklands besættelse af Tjekkoslovakiet gennem diplomatiske forhandlinger, da han tillod mødet mellem den britiske mægler i striden mellem Tyskland og Tjekkoslovakiet om Sudeterlandet, Lord Runciman, med lederen af Sudetendeutsche Partei, Konrad Henlein, på slottet i august 1938. Efter 2. verdenskrig blev det  eksproprieret af den kommunistiske regering.
Tilgængelige områder af slottet omfatter slottets kapel, spejlsalen, galleriet og studiet af Max Egon Hohenlohe.